# Salem, Utah
Salem är en ort i Utah County i delstaten Utah, USA.